# Ziwa Rhino Sanctuary
Il Ziwa Rhino Sanctuary (letteralmente Santuario dei rinoceronti di Ziwa) è un'area naturale protetta in Uganda entrata in attività nel 2005 e gestita dalla ONG Rhino Fund Uganda in partnership con la Uganda Wildlife Authority e Ziwa Ranchers. 

Il santuario ha un'area di 70 km² e si trova nel distretto di Nakasongola, lungo l'autostrada che congiunge la capitale Kampala alle cascate Murchison e a Gulu. È circondato da una recinzione elettrificata alta 2 metri, che serve a tenere i rinoceronti dentro e gli estranei (leggi cacciatori di frodo) fuori. Il personale di sorveglianza è composto da circa 78 tra ranger e guardie, addetti alla sicurezza 24 ore su 24.
Il santuario ha lo scopo di consentire la futura reintroduzione dei rinoceronti nei parchi nazionali dell'Uganda: le due sottospecie autoctone, il rinoceronte bianco settentrionale e il rinoceronte nero orientale, sono entrambe estinte in natura dal 1982. 

Il progetto di "allevamento" è iniziato nel 2005/6 con sei rinoceronti bianchi meridionali (Ceratotherium simum simum): quattro provenienti dalla riserva Solio Ranch, in Kenya, e due donati dal Disney's Animal Kingdom di Orlando, Florida. In un ambiente privo di predatori naturali e protetti dai cacciatori di frodo, i rinoceronti si sono moltiplicati: a fine 2019, sono diventati una trentina di esemplari.
Attualmente lo Ziwa Rhino Sanctuary è l'unica area dell'Uganda a ospitare rinoceronti in natura, allo stato semi-selvatico.